# Улица Олевимяги
Улица О́левимяги (эст. Olevimägi, гора Олева) — улица в историческом районе Старый город Таллина (Эстония), идёт от улицы Пикк к улице Уус. Протяжённость — 245 метров.

## История
Исторически это место в городе носило название Брукусмяги, что дало название двум улицам — Суур Брукусмяги и Вяйке Брукусмяги (нем. Grosser Brokusberg и нем. Kleiner Brokusberg на немецком языке; Большая Брокусова гора, Малая Брокусова гора на русском языке). Решением городского магистрата от 3 февраля 1872 года улицам Суур и Вяйке Брукусмяэ было присвоено общее название Брокусштрассе и место их разветвления — Брокусплац. Позже более длинная улица получила название Гроссер Брокусберг («Suur Brookusmägi»), а более короткая, пересекающая улицу, Кляйнер Брокусберг («Väike Brookusmägi»).
В 1935 году улица Суур-Броокусмяэ стала называться улицей Олевимяэ, а улица Вяйке-Броокусмяэ — улицей Сулевимяэ. В 1989 году их перекрёсток получил название Brookusplats.
Современное название с 1939 года дано постановлением Таллинской городской думы.

## Достопримечательности

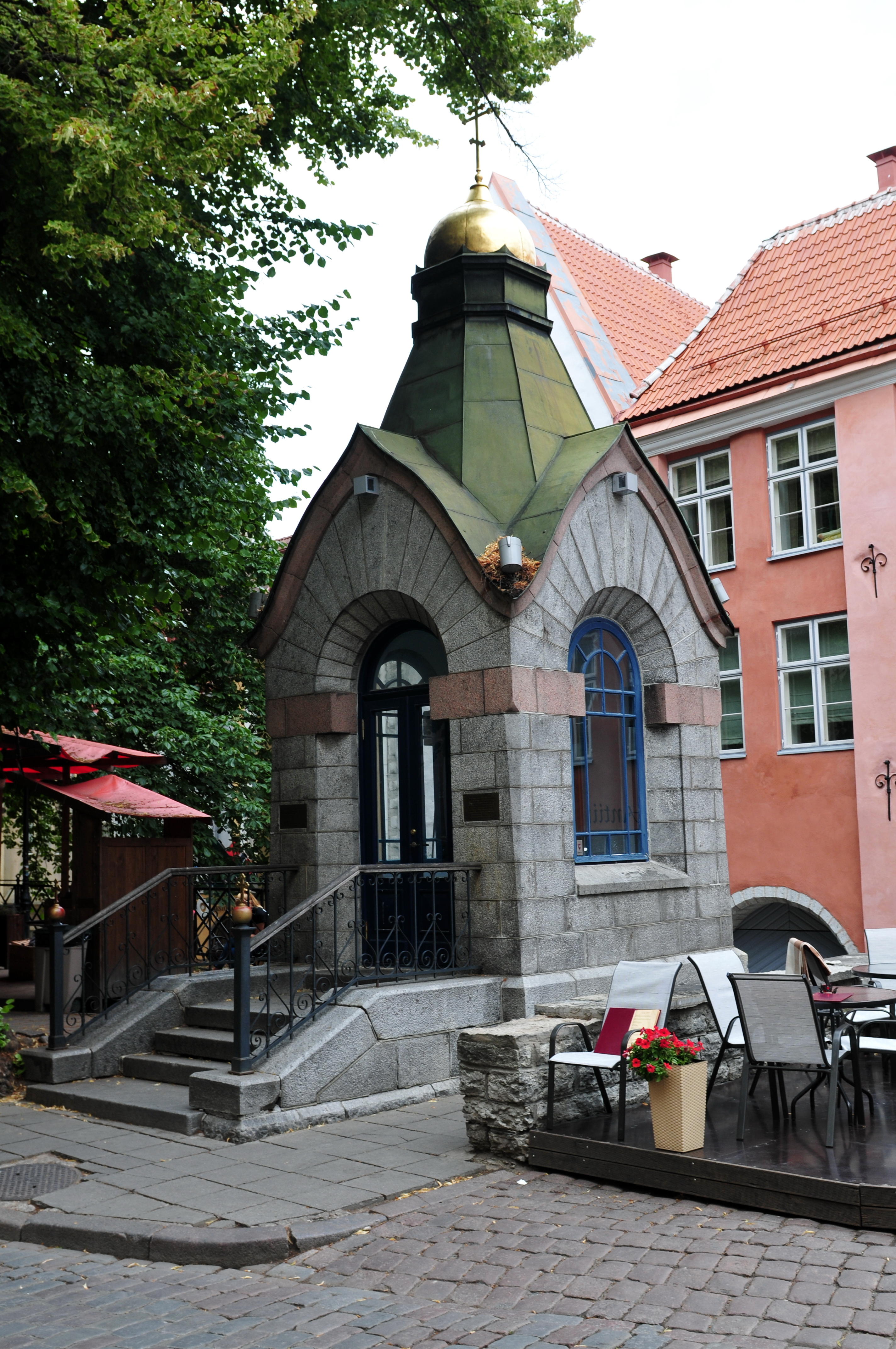
Часовня в парке «Зелёный рынок»

Крохотный сквер (устроен в 1893 году) у развилки с улицей Пикк — бывший Зелёный рынок, в XIX веке здесь располагались рыбные, овощные и цветочные магазины
В 1909 году по проекту Николая Хераскова и Николая Тамма (младшего) к 15‑летию восшествия на престол российского императора Николая II в сквере возведена часовня.
У д.14 находятся две пушки времен Северной войны, охраняемые как памятники военной техники.